# Limnoria kautensis
Limnoria kautensis är en kräftdjursart som beskrevs av Isabel Clifton Cookson och Cragg 1988. Limnoria kautensis ingår i släktet Limnoria och familjen borrgråsuggor. Inga underarter finns listade i Catalogue of Life.